# Marta Lityńska
Marta Lityńska, ukr. Марта Літинська, z domu Szul, ukr. Шуль (ur. 25 marca 1949 we Lwowie) – ukraińska szachistka, arcymistrzyni od 1976 roku.

## Kariera szachowa
W latach 70. i 80. XX wieku należała do grona najsilniejszych szachistek świata. Pomiędzy 1973 a 1991 rokiem ośmiokrotnie uczestniczyła w turniejach międzystrefowych, dwa z nich wygrywając (1985, Żeleznowodsk i 1987, Smederevska Palanka). Dwukrotnie uczestniczyła w meczach pretendentek, w obu przypadkach przegrywając w półfinałach z Naną Aleksandrią (1974, 1981). Oprócz tego dwukrotnie awansowała do turniejów pretendentek, zajmując III (1986, Malmö) i IV miejsce (1988, Ckaltubo).
Wielokrotnie startowała w finałach mistrzostw Związku Radzieckiego, w roku 1972 zdobywając medal złoty, a w latach 1971, 1973 i 1974 – medale srebrne. Do innych indywidualnych sukcesów Lityńskiej należą m.in. II m. w Braszowie (1972), I-II m. w Belgradzie (1987, wraz z Swietłaną Matwiejewą), II-III m. w Atenach (1990, wraz z Tatianą Lemaczko) i I-II m. we Lwowie (1999). W roku 2002 zdobyła w Naumburg (Saale) tytuł mistrzyni świata "weteranek". W kolejnych dwóch latach również stanęła na podium tych rozgrywek (2003, Bad Zwischenahn, II m. i 2004, Halle, III m.).
W latach 1988–1996 czterokrotnie wystąpiła na szachowych olimpiadach (w 1988 w drużynie ZSRR, a w pozostałych – Ukrainy). Na swoim koncie posiada trzy srebrne medale: dwa drużynowe (1988, 1992) i jeden za indywidualny wynik na IV szachownicy (1988). Pomiędzy 1993 a 1997 pięciokrotnie brała udział w turniejach o drużynowe mistrzostwo Polski, reprezentując klub "Gedania" Gdańsk.